# Flookburgh
Flookburgh är en by i Cumbria i England. Byn ligger 80,1 km från Carlisle. Orten har 1 292 invånare (2015).